# Zareh Worbuni
Zareh Worbuni (orm. Զարեհ Որբունի; ur. 24 maja 1902 w Ordu, zm. 1980 we Francji) – ormiański prozaik emigracyjny, tworzył w języku zachodnioormiańskim, autor m.in. cyklu powieściowego Հալածուածները (Halacuacnery).

## Życiorys
Przy urodzeniu otrzymał nazwisko Euksuzian. Jego rodzina przeszła na islam aby uchronić się przed śmiercią (zob. ludobójstwo Ormian). Rząd osmański nakazał jednak konwertytom deportację, na skutek czego jego rodzice byli zmuszeni wyjechać, a on sam z rodzeństwem pozostał w Turcji u ich tureckich przyjaciół. W drodze powrotnej z deportacji zginął ojciec Zareha, zabity przez woźnicę muła. Jako nastolatek przez rok wędrował i sprzedawał ręczniki, które szyła jego matka, aby utrzymać rodzinę. W 1918 roku dzięki przekupieniu kapitana statku przepłynął Morze Czarne z matką i rodzeństwem i dotarł do Sewastopola. Po wkroczeniu bolszewików do miasta w 1919 roku rodzina przeniosła się do Konstantynopola, gdzie Zareh rozpoczął naukę w ormańskiej Szkole Berberiana w dzielnicy Üsküdar. W tejże szkole zmieniono mu tureckie nazwisko Euskuzian na armeńskie Worbuni, co miało dla niego symboliczne znaczenie. Jego pierwszy wiersz pt. Garrnuks (orm. Գառնուկս) ukazał się w lipcu 1922 roku na pierwszej stronie czasopisma „Żoghowurdi Dzajny” (orm. Ժողովուրդի ձայնը). Dzień po jego publikacji wsiadł na statek płynący do Francji. W 1924 roku w Marsylii ze swoim przyjacielem Bedrosem Zaroyanem wydał jeden numer czasopisma „Nor hauatk” (orm. Նոր հաւատք). Przeniósł się do Paryża w 1924 roku, gdzie zetknął się z działalnością grupy literackiej Menk (orm. Մենք). Do śmierci mieszkał we Francji.  

## Twórczość
Inspirowała go literatura ormiańska i francuska (m.in. poezja Paula Verlaine’a). Początkowo pisał wiersze, następnie zajmował się głównie prozą. Tworzył w języku zachodnioormiańskim. Najbardziej płodny okres jego pisarstwa przypadł na lata 60.–70. XX wieku. Za życia nie był szerzej znany w diasporze ormiańskiej, czytała go mała grupa intelektualistów ormiańskich skupionych we Francji.
W 2016 roku ukazało się tłumaczenie jego powieści pt. Թեկնածուն w języku angielskim pt. Candidate (druga część cyklu), co jest pierwszą większą próbą upowszechnienia jego pisarstwa. Powieść dotyczy m.in. idei pojednania turecko-ormiańskiego, porusza wątki traumy i miłości. Powieści w cyklu Հալածուածները (Halacuacnery) w opinii samego autora były pisane głównie z poczucia niesprawiedliwości wobec sytuacji Ormian.

### Publikacje książkowe
- Փորձը (1929) – 1. część cyklu Հալածուածները[2]
- Վարձու սենեակ (1939)[4]
- Դէպի երկիր (ճամբորդութեան յուշեր) (1947)[5]
- Անձրեւոտ օրեր (1958)[4]
- Եւ եղեւ մարդ (1964)[4]
- Գոհարիկ (1966)[4]
- Թեկնածուն (1967)[2] – 2. część cyklu Հալածուածները[2]
- Ասֆալթը, Իսթանպու (1972)[6] – 3. część cyklu Հալածուածները
- Սովորական օր մը (1974)[7] – 4. część cyklu Հալածուածները